# Castell d'Oxford

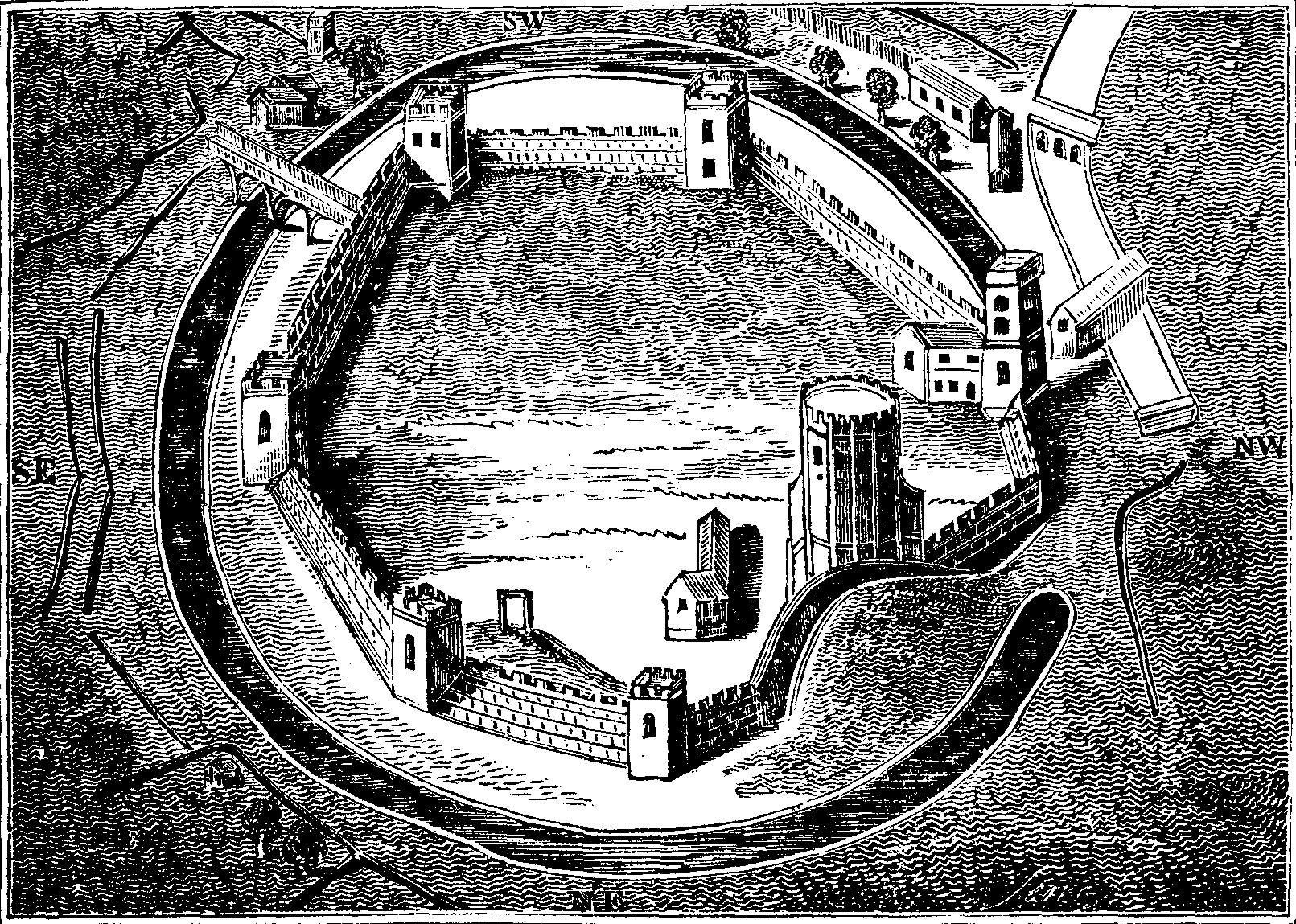
Plànol de l'antic Castell d'Oxford.

El Castell d'Oxford (en anglès, Oxford Castle) és una fortalesa situada al centre de la ciutat d'Oxford (Anglaterra), construït per un baró normand, Robert D'Oyly, l'any 1071 (poc després de la invasió normanda d'Anglaterra de 1066).

## Història
La primera estructura construïda per Robert D'Oyly era un promontori de terra, sobre el que s'elevava una torre de pedra, coneguda com St George's Tower; després es va construir una muralla amb torres més petites al voltant d'aquesta estructura inicial. Aquesta edificació se situava 12 milles al nord-oest del Castell de Wallingford, també construït per Robert D'Oyly. L'any 1120, el germà petit de Robert, Nigel D'Oyly, va ser nomenat Senyor del Castell d'Oxford.
Quan, l'any 1141, un altre Robert D'Oyly nebot de l'anterior, va declarar la seva preferència per l'Emperadriu Matilde d'Anglaterra per sobre d'Esteve de Blois, aquesta es va refugiar al Castell, que fou per això assetjat durant diversos mesos. L'emperadriu va aconseguir escapar del castell, es creu que despenjant-se per les muralles vestida de blanc, per camuflar-se entre la neu, va travessar les línies enemigues i va creuar el Castle Mill Stream.

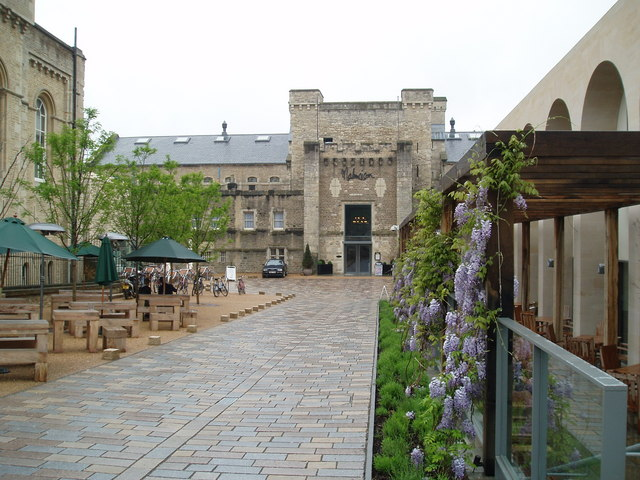
La presó d'Oxford, transformada ja en l'Hotel Malmaison.

Al segle xiv, el castell havia quedat ja abandonat i estava en mal estat de conservació. Més endavant va ser transformat en seu del govern i els jutjats del comtat, i va albergar la presó del comtat, la qual a poc a poc va ser ampliant-se fins a ocupar gran part de l'edifici. L'any 1888 es va transformar a la "Presó de la seva Majestat a Oxford", fins que va ser tancada definitivament l'any 1996 i retornada al Comtat de Oxfordshire.
Des de llavors ha estat rehabilitada com a centre comercial i turístic, amb patis oberts per a mercats i actuacions teatrals. El complex també inclou un hotel de la cadena Malmaison, en el qual les cel·les es reutilitzen com a habitacions.

## El castell al cinema
El castell va aparèixer en una escena de la versió de 1969 de The Italian Job i en la sèrie de televisió Inspector Morse. La presó també ha estat utilitzada com decorat per a pel·lícules en nombroses ocasions: en ella han rodat actors com Gérard Depardieu, Glenn Close o Brad Pitt. També es va utilitzar per rodar la sèrie dramàtica de la ITB1 Bad Girls. Les vistes exteriors de la presó que apareixen en les tres primeres temporades de la sèrie pertanyen a la presó d'Oxford, i el decorat en el qual es van rodar les escenes interiors és de fet una rèplica de l'interior de la presó; per a les temporades 4-8, va haver de construir-se també una rèplica de l'exterior, a causa que aleshores la presó d'Oxford estava ja sent remodelada com a centre turístic.